# Post Electric Blues
Post Electric Blues è il sesto album in studio del gruppo musicale rock scozzese Idlewild, pubblicato nel giugno 2009 in "pre-order" e nell'ottobre seguente dalla Cooking Vinyl.

## Tracce
1. Younger Than America – 3:57
2. Readers & Writers – 2:50
3. City Hall – 3:21
4. (The Night Will) Bring You Back to Life – 3:24
5. Dreams of Nothing – 3:08
6. Take Me Back to the Islands – 4:58
7. Post-electric – 5:08
8. All Over the Town – 2:07
9. To Be Forgotten – 3:23
10. Circles in Stars – 3:47
11. Take Me Back in Time – 4:38

## Formazione
Gruppo
- Roddy Woomble - voce
- Rod Jones - chitarra, cori, tastiere
- Colin Newton - batteria, percussioni
- Gareth Russell - basso
- Alla Stewart - chitarra

Altri musicisti
- John Blackshaw - tromba (2)
- John McCusker - violino (1,11)
- Heidi Talbot - voce (1,11)
- Dave Eringa - organo Hammond (1,2,11)